# Kathleen Hanna
Kathleen Hanna (ur. 2 listopada 1968 w Portland, w stanie Oregon) – piosenkarka, artystka, feministka, prekursorka feministycznego ruchu riot grrrl, autorka tekstów piosenek. 

## Życiorys
Wspólnie z dwiema piosenkarkami (Tobi Vail, Kathi Wilcox) i gitarzystą (Billym Karrenem) założyła (najpierw tylko żeński) zespół muzyczny Bikini Kill (1990). Teksty tego popularnego w latach 90. zespołu poruszały tematy związane z feminizmem, umniejszaniem roli kobiet w społeczeństwie, przemocą wobec kobiet i gwałtem. Zespół chciał zachęcić do udziału w swoich koncertach więcej kobiet, dodać im odwagi i pewności siebie. Piosenki śpiewane przez Kathleen Hanna były apelem do kobiet i mężczyzn. W trakcie koncertów Hanna prezentowała odważne stroje, taniec oraz gesty.
W wieku 15 lat zaszła w ciążę, którą podała zabiegowi aborcji. Zażywała narkotyki, nadużywała alkoholu i swoim zachowaniem prowokowała w szkole, za co często była karana.
Hanna pracowała jako striptizerka, aby zarobić pieniądze na swoje utrzymanie oraz wydatki związane z zespołem.
Na podstawie barwnego życia Hanny powstał film, pt. The Punk Singer (Punkówa) w reżyserii Sini Anderson, gdzie Hanna zagrała samą siebie.

## Kariera muzyczna

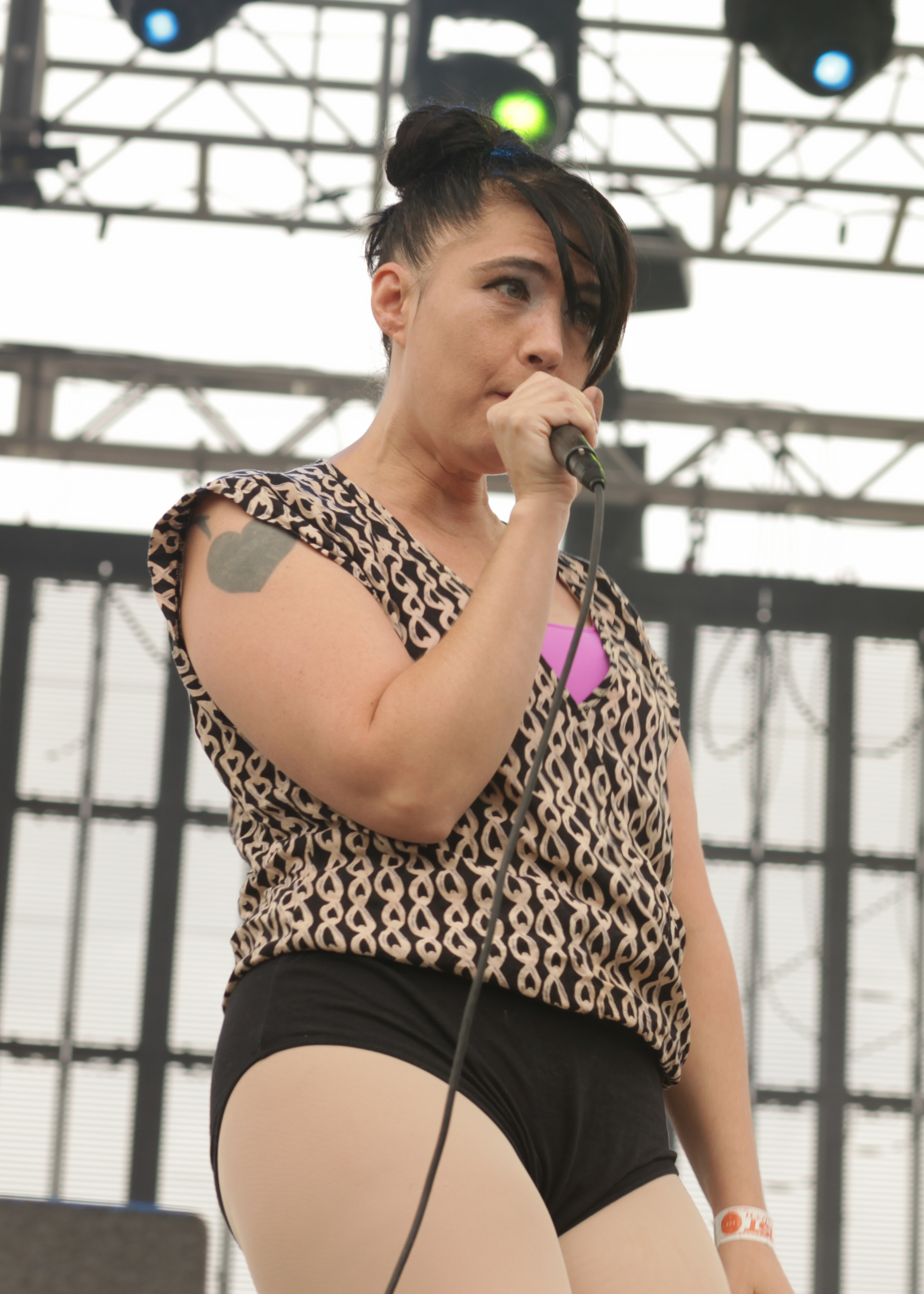
Kathleen Hanna podczas koncertu

Matka Hanny jak i ona sama pracowały w przykościelnym domu pomocy ofiarom przemocy. To doświadczenie miało bardzo ważne znaczenie w życiu Hanny, było odzwierciedlone w jej feministycznych postawach oraz tekstach piosenek.
Hanna zakłada zespół Bikini Kill wraz, z którym koncertuje na całym świecie między 1990-1997 rokiem. Nastoletnie dziewczyny coraz częściej i liczniej przychodziły na jej koncerty, znały teksty piosenek i pisały do niej listy o swoich problemach i doświadczeniach przemocy, molestowaniu, gwałtach. Celem zespołu było zachęcenie do udziału w przemyśle muzycznym większej liczby kobiet. Członkowie zespołu wierzyli, że będzie to swoista rewolucja, która zaowocuje pojawieniem się żeńskich zespołów muzycznych, a tym samym będzie to sposób wyrażenia oporu poprzez kulturę i sztukę wobec umniejszania roli kobiet.
Marzeniem Hanny było założenie feministycznego magazynu, w którym mogłaby pisać o kobietach i dla kobiet. Zamiast redagowania magazynu z dziewczynami z zespołu, tworzyła teksty do własnoręcznie stworzonych, a następnie powielanych zinów, które rozdawały podczas swoich koncertów. Znajdowały się tam piosenki, wiersze, rysunki.
Podczas jednej z imprez z muzykami z zespołu Nirvana, Hanna napisała na ścianie "Kurt smells like Teen Spirit", co stało się tytułem jednej z najsłynniejszych piosenek Nirvany.
W 1997 roku zespół Bikini Kill rozpada się. W 1998 roku  przez Kathleen Hannah oraz Johanne Fateman zakładają zespół muzyczny Le Tigre. Zespół łączy różne gatunki  muzyczne punk/electro-pop/New Wave, w kład zespołu wchodzą również J.D. Samson oraz Sadie Benning.  Teksty piosenek Le Tigre poruszały tematy związane z feminizmem, problemami społecznymi takimi jak rasizm i homofobia. Od 2005 roku zespół zaniechał działalności.
Kathleen Hanna zaczyna pisać teksty w formie pamiętnika, mają one inny charakter niż poprzednie piosenki. Piosenkarka sama nagrywa płytę, projektuje i wykonuje do niej okładkę, która wydaje używając pseudonimu Julie Ruin. W 2010 roku powstaje zespół The Julie Ruin, którego wokalistką zostaje Hanna.
W 2024 wydała autobiografię pt. „Rebel Girl: My Life as a Feminist Punk”.

## Życie prywatne
W 2006 roku Kathleen Hanna poślubiła muzyka Adama Horovitza. Ślub odbył się na Hawajach. Na przełomie 2005 i 2006 roku Hanna cierpi na dolegliwości zdrowotne, które zostają zidentyfikowane dopiero w 2010 roku jako borelioza. Problemy zdrowotne w tym czasie utrudniały pracę zawodową piosenkarki.
Hanna mieszka obecnie w Nowym Jorku, gdzie koncertuje ze swoim zespołem The Julie Ruin oraz prowadzi wykłady.